# Trixie Briceño
Beatrix "Trixie" Briceño (1911-1985) fue una artista de nacionalidad inglesa, naturalizada panameña y considerada como una vanguardista en el escenario del arte panameño. Su estilo fue visto como innovador en los años 60 y 70, siendo la primera artista en expresarse en arte concreto, utilizando formas geométricas y colores brillantes para representar al mundo.

## Llegada a Panamá
A pesar de haber nacido en Inglaterra, durante su juventud llegó a vivir en diversos lugares como Estados Unidos, China y Japón.
En 1943 se naturalizó como panameña, luego de haberse mudado al país con su esposo Julio Briceño".

## Formación
En 1956 comenzó con sus estudios en artes plásticas, bajo Juan Manuel Cedeño en la Universidad de Panamá. 
Continuó sus estudios con  la pintora Betty Bentz en la escuela de Balboa en la antigua Zona del Canal, y llegó a recibir clases del artista brasileño Frank Schatter.
Schatter influenció la geometría en su pintura, habiéndola introducido al concretismo y abstracción geométrica.

## Estilo
"Los sueños: esta es la realidad de Beatrix Briceño".
Briceño llegó a desarrollar su estilo luego de sus estudios en Río de Janeiro. Los colores brillantes, abstracciones geométricas, toques naif y reflexión poética llegaron a ser característicos en sus cuadros, que envueltos en tonos humorísticos reflejaban sus propias reflexiones sociales.
"Fue una pintora que supo unir a su oficio de pintar y a su técnica esperada, una temática profunda."

## Trayectoria
En los 60 y 70 expuso con mucha regularidad en Panamá y en países como Estados Unidos, Japón, Alemania, Francia, República Dominicana, Argentina y Brasil.
En 1982 se realizó un "Homenaje a Trixie Briceño" por el Museo de Arte Contemporáneo en Panamá, para reconocer su obra artística.
Sus cuadros cuelgan en colecciones y museos de París, Hamburgo, Tokio, Nueva York, Chicago, Copenhague, Buenos Aires, Santo Domingo, Río de Janeiro, Sao Paulo y Panamá.